# Hector Guimard
Hector Guimard (Lione, 10 marzo 1867 – New York, 20 maggio 1942) è stato un architetto francese, esponente di spicco dell'Art Nouveau in Francia.
Nel panorama internazionale dell'architettura liberty, Guimard fu una figura singolare e isolata: non ebbe alcun discepolo che continuasse la sua opera, né alcuna scuola. Per questo motivo fu a lungo considerato un esponente secondario di questo movimento. Tale scarsa eredità contrasta però con la grande varietà e fantasia della sua quindecennale opera architettonica e decorativa.

## Gli anni di studio
Sin da quando iniziò a studiare architettura, all'École des Arts-Décoratifs, Guimard fu influenzato dalle teorie di Eugène Emmanuel Viollet-le-Duc, che contenevano alcuni elementi della nascente Art Nouveau. La vera e propria conversione di Guimard a questo stile avviene però in occasione di un viaggio a Bruxelles nel 1895 dove ebbe modo di vedere le opere di Victor Horta e in particolare di visitare, insieme con lui, l'Hotel Tassel. Tale conversione si riassume nel completamento nel nuovo stile dell'opera più emblematica di Guimard di questi anni, il Castel Béranger (1898), nel quale i volumi geometrici d'ispirazione medioevale già costruiti prima del 1895 si fondono con le linee organiche "a colpo di frusta" importate dal Belgio.

## La gloria
La costruzione del Castel Béranger rese Guimard improvvisamente famoso. Giunsero numerose altre commissioni, che gli permisero di affinare sempre maggiormente le sue ricerche estetiche sull'armonia e sull'uniformità stilistica (caratteri peculiari dell'Art Nouveau), e lo spinsero ad una concezione della decorazione interna ed esterna degli edifici come un tutt'uno. La trasposizione in pratica di queste teorie si ebbe nel 1909 con l'hôtel Guimard (regalo nuziale alla sua ricca sposa americana), dove le stanze ovali sono arredate con mobili unici, che paiono essere parte integrante della costruzione.
Guimard crea esperienze spaziali stupefacenti nei volumi delle sue costruzioni, in particolare la casa Coilliot e la sua doppia-facciata (1898), la villa La Bluette e la sua bella armonia volumetrica (1899), e soprattutto il Castel Henriette (1899) e il Castel d'Orgeval (1905), caratterizzate da linee vigorose e asimmetriche, antesignane di quelle che saranno le creazioni di Le Corbusier. La simmetria non viene però abbandonata del tutto: lo splendido hotel Nozal, nel 1905, riprende la disposizione razionale a pianta quadrata proposta da Viollet-le-Duc.
Non mancano le innovazioni strutturali, come nella straordinaria sala da concerto Humbert-de-Romans (1901), dove la cura architettonica si unisce ad un razionale studio delle volumetrie, per arrivare ad un'acustica perfetta. O ancora nell'hotel Guimard (1909), dove la funzione portante dell'edificio è affidata alle sole pareti esterne, permettendo così di operare con più fantasia sugli spazi interni, che sono molto ampi e con una planimetria diversa da un piano all'altro.
Guimard desidera però diffondere la sua arte su vasta scala, a beneficio anche di coloro che hanno poche risorse economiche. In quest'ambito ebbe un grande successo - nonostante gli scandali - nella costruzione delle edicole d'ingresso delle stazioni della metropolitana di Parigi: elaborate e voluttuose strutture in ferro battuto e vetro, influenzate dallo stile di Viollet-le-Duc. L'idea è ripresa - ma con meno successo - nel 1907, allorché produce un catalogo di elementi in ghisa applicabili all'architettura. Al 1911 risalgono l'Hôtel Mezzara e i condomini di rue Agar, sempre a Parigi.
Anche nella creazione di oggetti d'arte di minori dimensioni, Guimard persegue l'ideale di continuità formale e lineare con l'arredamento circostante, e tenta di unire tutte le funzioni pratiche possibili in un corpo unico, come con il Vaso delle Binelles, del 1903.
Il suo vocabolario stilistico si articola attorno ad un organicismo vegetale particolarmente suggestivo, senza discostarsi troppo dall'ambito dell'astrazione. Modanature e movimenti nervosi investono tanto la pietra che il legno; nei piatti e nelle stoviglie, Guimard crea vere composizioni astratte che si adattano con la stessa libertà alla vetrata (Hôtel Mezzara, 1910), ai pannelli di ceramica (casa Coilliot, 1898), al ferro forgiato (Castel Henriette, 1899), alla carta dipinta (Castel Béranger, 1898) o ai tessuti (hôtel Guimard, 1909).

## La morte e l'oblio
Ma nonostante tutte queste innovazioni e dimostrazioni d'abilità in numerosi settori, Guimard fu presto dimenticato, tanto che morirà in solitudine a New York nel 1942, dov'era fuggito per timore delle leggi razziali (sua moglie era ebrea).

## La riscoperta
Dopo lunghi anni di oblio, alcuni appassionati iniziarono a dedicarsi alla riscoperta dell'artista verso gli anni 1960-1970, ricostruendo con pazienza la sua storia. Tuttavia, al 2016 gran parte delle sue opere restano inaccessibili al pubblico e nessun museo alla sua memoria è ancora stato creato.